# Базалеевский сельский совет
Базале́евский се́льский сове́т — входил до 2020 года в состав Чугуевского района Харьковской области Украины.
Административный центр сельского совета находился в селе Базалеевка.

## История
- 1928 — дата образования данного сельского Совета депутатов трудящихся в составе русского национального Чугуевского района Харьковского округа Украинской Советской Советской Социалистической Республики.
- С 1932 года — в составе Харьковской области.
- После 17 июля 2020 — в рамках административно-территориальной «реформы» по новому делению Харьковской области[4][5] сельский совет был ликвидирован; входящие в него населённые пункты и его территории были присоединены к … территориальной общине (укр. громаде) того же Чугуевского района
- Сельсовет просуществовал 92 года.

## Населённые пункты совета
- село Базале́евка[2][6][7]